# Biegi narciarskie na Mistrzostwach Świata w Narciarstwie Klasycznym 1978
Zawody w biegach narciarskich na XX Mistrzostwach świata w narciarstwie klasycznym odbyły się w dniach 18 lutego – 26 lutego 1978 w fińskim Lahti.

## Terminarz
| Data           | Miejscowość | Konkurencja                                           | Złoto                                                                                | Srebro                                                                         | Brąz                                                                       |
| -------------- | ----------- | ----------------------------------------------------- | ------------------------------------------------------------------------------------ | ------------------------------------------------------------------------------ | -------------------------------------------------------------------------- |
| 18 lutego 1978 | Lahti       | Bieg indywidualny kobiet na 10 km stylem klasycznym   | Zinaida Amosowa                                                                      | Raisa Smietanina                                                               | Hilkka Riihivuori                                                          |
| 20 lutego 1978 | Lahti       | Bieg indywidualny mężczyzn na 30 km stylem klasycznym | Siergiej Sawieljew                                                                   | Nikołaj Zimiatow                                                               | Józef Łuszczek                                                             |
| 20 lutego 1978 | Lahti       | Bieg indywidualny kobiet na 5 km stylem klasycznym    | Helena Takalo                                                                        | Hilkka Riihivuori                                                              | Raisa Smietanina                                                           |
| 21 lutego 1978 | Lahti       | Bieg indywidualny mężczyzn na 15 km stylem klasycznym | Józef Łuszczek                                                                       | Jewgienij Beliajew                                                             | Juha Mieto                                                                 |
| 22 lutego 1978 | Lahti       | Bieg sztafetowy kobiet stylem klasycznym              | Finlandia · Taina Impiö · Marja-Liisa Hämäläinen · Hilkka Riihivuori · Helena Takalo | NRD · Marlies Rostock · Birgit Schreiber · Barbara Petzold · Christel Meinel   | ZSRR · Nina Roczewa · Zinaida Amosowa · Raisa Smietanina · Galina Kułakowa |
| 23 lutego 1978 | Lahti       | Bieg sztafetowy mężczyzn stylem klasycznym            | Szwecja · Sven-Åke Lundbäck · Christer Johansson · Tommy Limby · Thomas Magnusson    | Finlandia · Esko Lähtevänoja · Juha Mieto · Pertti Teurajärvi · Matti Pitkänen | Norwegia · Lars Erik Eriksen · Ove Aunli · Ivar Formo · Oddvar Brå         |
| 24 lutego 1978 | Lahti       | Bieg indywidualny mężczyzn na 50 km stylem klasycznym | Sven-Åke Lundbäck                                                                    | Jewgienij Beliajew                                                             | Jean-Paul Pierrat                                                          |
| 25 lutego 1978 | Lahti       | Bieg indywidualny kobiet na 20 km stylem klasycznym   | Zinaida Amosowa                                                                      | Galina Kułakowa                                                                | Helena Takalo                                                              |

## Wyniki zawodów

### Mężczyźni

#### 15 km techniką klasyczną
- Data 21 lutego 1978[1]

| Medal | Zawodnik           | Narodowość | Wynik    |
| ----- | ------------------ | ---------- | -------- |
|       | Józef Łuszczek     | Polska     | 49:09,37 |
|       | Jewgienij Beliajew | ZSRR       | 49:11,62 |
|       | Juha Mieto         | Finlandia  | 49:14,37 |
| 4     | Matti Pitkänen     | Finlandia  | 49:23,85 |
| 5     | Nikołaj Zimiatow   | ZSRR       | 49:33,33 |
| 6     | Sven-Åke Lundbäck  | Szwecja    | 49:50,86 |
| 7     | Christer Johansson | Szwecja    | 49:54,06 |
| 8     | Wasilij Roczew     | ZSRR       | 50:06,49 |
| 9     | Nikołaj Bażukow    | ZSRR       | 50:09,56 |
| 10    | Ove Aunli          | Norwegia   | 50:21,23 |

#### 30 km techniką klasyczną
- Data 20 lutego 1978

| Medal | Zawodnik           | Narodowość | Wynik      |
| ----- | ------------------ | ---------- | ---------- |
|       | Siergiej Sawieljew | ZSRR       | 1:32:56,00 |
|       | Nikołaj Zimiatow   | ZSRR       | 1:33:48,23 |
|       | Józef Łuszczek     | Polska     | 1:33:52,21 |
| 4     | Matti Pitkänen     | Finlandia  | 1:34:16,23 |
| 5     | Jewgienij Beliajew | ZSRR       | 1:34:46,66 |
| 6     | Sven-Åke Lundbäck  | Szwecja    | 1:34:56,08 |
| 7     | Juha Mieto         | Finlandia  | 1:35:40,90 |
| 8     | Lars Erik Eriksen  | Norwegia   | 1:35:51,20 |
| 9     | Oddvar Brå         | Norwegia   | 1:35:59,26 |
| 10    | Tommy Limby        | Szwecja    | 1:36:01,09 |

#### 50 km techniką klasyczną
- Data 24 lutego 1978

| Medal | Zawodnik           | Narodowość     | Wynik      |
| ----- | ------------------ | -------------- | ---------- |
|       | Sven-Åke Lundbäck  | Szwecja        | 2:46:43,06 |
|       | Jewgienij Beliajew | ZSRR           | 2:47:34,48 |
|       | Jean-Paul Pierrat  | Francja        | 2:47:52,27 |
| 4     | Matti Pitkänen     | Finlandia      | 2:49:46,28 |
| 5     | Lars Erik Eriksen  | Norwegia       | 2:50:44,82 |
| 6     | Jiří Beran         | Czechosłowacja | 2:51:17,86 |
| 7     | Józef Łuszczek     | Polska         | 2:51:32,75 |
| 8     | Tommy Lundberg     | Szwecja        | 2:51:43,10 |
| 9     | Nikołaj Bażukow    | ZSRR           | 2:52:13,85 |
| 10    | Alf-Gerd Deckert   | NRD            | 2:52:17,78 |

#### Sztafeta 4×10km
- Data 23 lutego 1978

| Medal | Zawodnik                                                              | Narodowość     | Wynik      |
| ----- | --------------------------------------------------------------------- | -------------- | ---------- |
|       | Sven-Åke Lundbäck Christer Johansson Tommy Limby Thomas Magnusson     | Szwecja        | 2:05:17,63 |
|       | Esko Lähtevänoja Juha Mieto Pertti Teurajärvi Matti Pitkänen          | Finlandia      | 2:05:28,95 |
|       | Lars Erik Eriksen Ove Aunli Ivar Formo Oddvar Brå                     | Norwegia       | 2:06:48,37 |
| 4     | Jewgienij Beliajew Nikołaj Zimiatow Siergiej Sawieljew Wasilij Roczew | ZSRR           | 2:07:56,54 |
| 5     | Hansueli Kreuzer Franz Renggli Eduard Hauser Gaudenz Ambühl           | Szwajcaria     | 2:08:40,42 |
| 6     | Peter Zipfel Georg Zipfel Wolfgang Müller Dieter Notz                 | RFN            | 2:08:46,47 |
| 7     | Jiří Švub Milan Jarý František Šimon Jiří Beran                       | Czechosłowacja | 2:08:53,36 |
| 8     | Peter Anders Alf-Gerd Deckert Jürgen Wolf Gert-Dietmar Klause         | NRD            | 2:09:10,54 |

Polska nie wystawiła sztafety męskiej.

### Kobiety

#### 5 km techniką klasyczną
- Data 20 lutego 1978

| Medal | Zawodniczka       | Narodowość | Wynik    |
| ----- | ----------------- | ---------- | -------- |
|       | Helena Takalo     | Finlandia  | 18:53,50 |
|       | Hilkka Riihivuori | Finlandia  | 18:58,49 |
|       | Raisa Smietanina  | ZSRR       | 19:01,30 |
| 4     | Galina Kułakowa   | ZSRR       | 19:08,83 |
| 5     | Christel Meinel   | NRD        | 19:14,38 |
| 6     | Zinaida Amosowa   | ZSRR       | 19:17,14 |
| 7     | Berit Kvello      | Norwegia   | 19:21,11 |
| 8     | Eva Olsson        | Szwecja    | 19:24,01 |
| 9     | Taina Impiö       | Finlandia  | 19:30,44 |
| 10    | Marit Myrmæl      | Norwegia   | 19:39,48 |

#### 10 km techniką klasyczną
- Data 18 lutego 1978

| Medal | Zawodniczka           | Narodowość     | Wynik    |
| ----- | --------------------- | -------------- | -------- |
|       | Zinaida Amosowa       | ZSRR           | 37:01,72 |
|       | Raisa Smietanina      | ZSRR           | 37:13,37 |
|       | Hilkka Riihivuori     | Finlandia      | 37:23,43 |
| 4     | Galina Kułakowa       | ZSRR           | 37:30,09 |
| 5     | Taina Impiö           | Finlandia      | 37:32,47 |
| 6     | Berit Kvello          | Norwegia       | 37:40,77 |
| 7     | Lena Carlzon-Lundbäck | Szwecja        | 37:42,86 |
| 8     | Nina Roczewa          | ZSRR           | 37:51,47 |
| 9     | Christel Meinel       | NRD            | 38:02,38 |
| 10    | Blanka Paulů          | Czechosłowacja | 38:08,20 |

#### 20 km techniką klasyczną
- Data 25 lutego 1978

| Medal | Zawodniczka       | Narodowość | Wynik      |
| ----- | ----------------- | ---------- | ---------- |
|       | Zinaida Amosowa   | ZSRR       | 1:13:00,85 |
|       | Galina Kułakowa   | ZSRR       | 1:13:08,11 |
|       | Helena Takalo     | Finlandia  | 1:13:57,95 |
| 4     | Hilkka Riihivuori | Finlandia  | 1:14:00,26 |
| 5     | Raisa Smietanina  | ZSRR       | 1:14:38,83 |
| 6     | Berit Kvello      | Norwegia   | 1:15:10,62 |
| 7     | Eva Olsson        | Szwecja    | 1:15:27,34 |
| 8     | Veronika Schmidt  | NRD        | 1:15:30,34 |
| 9     | Barbara Petzold   | NRD        | 1:15:31,14 |
| 10    | Christel Meinel   | NRD        | 1:15:45,83 |

#### Sztafeta 4×5km
- Data 22 lutego 1978

| Medal | Zawodniczki                                                        | Narodowość        | Wynik      |
| ----- | ------------------------------------------------------------------ | ----------------- | ---------- |
|       | Taina Impiö Marja-Liisa Hämäläinen Hilkka Riihivuori Helena Takalo | Finlandia         | 1:13:25.08 |
|       | Marlies Rostock Birgit Schreiber Barbara Petzold Christel Meinel   | NRD               | 1:13:29.74 |
|       | Nina Roczewa Zinaida Amosowa Raisa Smietanina Galina Kułakowa      | ZSRR              | 1:13:39.88 |
| 4     | Marie Johansson Eva Olsson Meeri Bodelid Lena Carlzon-Lundbäck     | Szwecja           | 1:14:56.96 |
| 5     | Berit Johannessen Vigdis Rønning Marit Myrmæl Berit Kvello         | Norwegia          | 1:15:03.86 |
| 6     | Anna Pasiarová Blanka Paulů Dagmar Palečková Květa Jeriová         | Czechosłowacja    | 1:16:25.38 |
| 7     | Carola Göritz Regina Stoib Susanne Riermeier Haldis Zuhlke         | RFN               | 1:18:55.70 |
| 8     | Betsy Haines Lynn Vonderheide Alison Spencer Beth Paxon            | Stany Zjednoczone | 1:19:19.61 |

Polska nie wystawiła sztafety żeńskiej.

## Klasyfikacja medalowa dla konkurencji biegowych MŚ
| #  | Reprezentacja | Złoto | Srebro | Brąz | Razem |
| -- | ------------- | ----- | ------ | ---- | ----- |
| 1. | ZSRR          | 3     | 5      | 2    | 10    |
| 2. | Finlandia     | 2     | 2      | 3    | 7     |
| 3. | Szwecja       | 2     | 0      | 0    | 2     |
|    | Polska        | 1     | 0      | 1    | 2     |
| 5. | NRD           | 0     | 1      | 0    | 1     |
| 6. | Francja       | 0     | 0      | 1    | 1     |
| 7. | Norwegia      | 0     | 0      | 1    | 1     |